# Rutkowscy herbu Pobóg

Herb Pobóg

Rutkowscy herbu Pobóg – polski ród szlachecki biorący nazwisko od wsi Rutkowice.
Rutkowscy herbu Pobóg wywodzą się od Goszczyńskich z Goszczyna h. Pobóg. Ponieważ braciom Goszczyńskim sprzykrzyło się trudne życie w sąsiedztwie Krzyżaków, zakupili miejscowość Rutkowice, od której przyjęli swe nazwisko. Po jakimś czasie rozdzielili się na linie główne: pruską i koronną i, poboczną, wielkopolską. Oprócz Rutkowic byli w posiadaniu m.in. dóbr Podlesie Kościelne, Ławica, Szpetal, Kulino, Skórzno, Krojczyn, Krempa, Chełmica, Tuchorza, Pręczki, Adamowo, Sadlinek, Szczepanki, Jaguszewice, Piecewo, Płowężka i Piotrkowice.
Rutkowscy skoligaceni byli z wieloma znacznymi rodami m.in.: Wołłowiczami, Skarbkami, Czapskimi, Zielińskimi herbu Świnka, Prażmowskimi herbu Belina, Sokolnickimi czy Mycielskimi.
W Szpetalu Górnym istnieją nadal pozostałości dworu Rutkowskich.